# L'Horloge (magazine)
Pour les articles homonymes, voir L'Horloge.
L'Horloge est un magazine culturel à parution trimestrielle à Auxerre dans le département de l'Yonne. Il est distribué lors de journées de lancement en centre-ville organisées par l'Association mais également disponible chez plus de trente commerçants partenaires ainsi qu'à l'Office du Tourisme d'Auxerre.

## Historique
L'Horloge a été lancé en décembre 2011. Le premier numéro était composé de soixante-seize pages, comportant des articles répartis en cinq rubriques : Patrimoine, Art, Gastronomie, Tendance et Sport. Depuis, la ligne éditoriale du magazine a évolué, la rubrique "Patrimoine" étant remplacée par "Histoire" et les pages "hors-rubrique" s'étant développées. Ces quelques changements portent les derniers numéros à une centaine de pages.

## Origines
L’Horloge est réalisé par des étudiants et des jeunes travailleurs désireux de promouvoir les différentes activités d'Auxerre, la ville de leur jeunesse. Les membres de l'Horloge sont à peu près quarante aujourd'hui, chacun contribuant de près ou de loin à la réalisation du magazine.